# ザ・シャーラタンズ (U.S.バンド)
ザ・シャーラタンズ（The Charlatans）は、1960年代に活動したアメリカ合衆国のバンド、サイケデリック・ロック・バンドである。ボー・ブラメルズなどと最初期の「サンフランシスコ・ロック・シーン」を支えたバンドの一つ。1964年、カリフォルニア州サンフランシスコにて結成。サイケデリック・ロック・バンドの嚆矢とされる。1969年夏解散。メンバーにはダン・ヒックスが在籍していた。

## 概要・来歴
1964年夏頃、サンフランシスコで演奏活動をしていたフォーク歌手仲間にジョージ・ハンター（ボーカル、オートハープ）がバンド結成を呼びかけ、意気投合したリチャード・オルセン（ベース）、マイク・ヴィルヘルム（ギター）、マイク・ファーガソン（ピアノ）、サム・リンデ（ドラムス）の5人で結成した。程無くリンデからダン・ヒックスにメンバー・チェンジした。音楽志向は結成の母体となった活動場所フォーククラブの状況でこのころ結成されたサンフランシスコの他バンドと同様にジャグ・バンド・ミュージック、ブルーグラス、ブルース、カントリー、フォークにまつわるものを演奏し、当時のステージマナーから制服を着用し初期には19世紀後半の欧州風軍人制服スタイルや、西部劇ガンマン風といったステージ衣装で活動していた。
1965年6月にネバダ州バージニアシティの「レッド・ドッグ・サロン（Red Dog Saloon）」で「ザ・レッド・ドッグ・エクスペリメンス（The Red Dog Experience）」と称し、アート、ファッション、音楽やパフォーマンスといった様々な展示や公演が行われた。前衛アートの紹介と発表会でそれはネイティブ・アメリカンの衣装や風習慣の展示、瞑想の体験指導やオーズリー・スタンリーによるLSD被験試飲といったものが行われた。この展示は約6週間開催されここでBGMの生伴奏を引き受けたシャーラタンズは、目新しい舞台演出のライトショーのなかで、展示された新奇な装飾にLSD使用者など観覧者を前に演奏した。環境は揃えられていたが意図的ではなく　偶然の力によって、サイケデリック・ミュージックはこの時に始まった。
1965年9月頃サンフランシスコのローカル・レーベル、地元DJトム・ドナヒュー(en) によるオータム・レコード(en)のオーディションを受け、レコード・デビューのきっかけを得たがレーベルが倒産し流れてしまった。1966年にカーマスートラ・レコードと契約、しかし録音したバフィ・セント・マリー(en)の「コダイン (Codeine)」がドラッグ・ソングとみなされアルバム制作の契約は解除、2曲のみ子会社のカップ・レコード（Kapp Record　en）からシングルで発売された。
1967年、ファーガソンが抜けパトリック・ゴガーティ（ピアノ）とテリー・ウィルソン（ドラムス）が加入しダン・ヒックスはリズム・ギターに転向する。しかし翌年にヒックスは自身のバンド結成に向け脱退、ゴガーティは解雇される。
1968年、ダレル・デヴォ（ピアノ）が加入するが、ジョージ・ハンターと他メンバーの確執が表面化するなか、フィリップス・レコードと契約、1969年にアルバム発表したのち活動停止し、夏頃には再開したが程無く解散状態になった。

## ディスコグラフィ

### スタジオ・アルバム
- 『ザ・シャーラタンズ』 - The Charlatans (1969年)

### ライブ・アルバム
- Playing in the Hall (2015年)

### コンピレーション・アルバム
- The Amazing Charlatans (1996年)
- The Limit of the Marvelous (2016年)

### シングル
- "The Shadow Knows"/"32-20" (1966年)
- "High Coin"/"When I Go Sailin' By" (1969年)

## 参考資料
- ロック百科 vol.2 著フィル・ハーディ/デイブ・ラング 訳　三井徹　サンリオ 1981年
- 月刊『ミュージック・マガジン』1987年7月　著グリール・マーカス　コラム